# 路易斯利浦、諾斯伍德及平納 (英國國會選區)

選區在大倫敦的位置

路易斯利浦、諾斯伍德及平納（英語：Ruislip, Northwood and Pinner），英國國會一自治市選區，包括大倫敦西北部希靈登區的六個地方選區和哈羅區的三個地方選區。
始設於2010年。在2010年大選中保守黨的尼克·赫德以51.5%選票連任成功。